# Cryptantha sparsiflora
Cryptantha sparsiflora är en strävbladig växtart som först beskrevs av Edward Lee Greene, och fick sitt nu gällande namn av Edward Lee Greene. Cryptantha sparsiflora ingår i släktet Cryptantha, och familjen strävbladiga växter. Inga underarter finns listade i Catalogue of Life.